# Tourisme 2.0
L’idée de Tourisme 2.0 ou encore de Travel 2.0 se réfère à une nouvelle génération de concepts marketing émergeant de l’ère Internet. L’expression a été popularisée en 2008 en France.
Par "Tourisme 2.0" on entend "l'offre, la structuration et la consommation de produits touristiques conçues comme un processus constant et multidirectionnel entre prestataires, clients et organismes de tourisme institutionnels, et qui s’appuie sur les technologies du Web 2.0".
L’expression fait partie du vocabulaire d’une nouvelle génération d’experts en marketing touristique utilisant l’Internet comme outil de travail. Ces derniers considèrent les autres médias de masse (télévision, journaux, radio etc.) comme des outils de communication ne prenant pas assez en compte les points de vue des voyageurs. Le média Internet est vu comme un mécanisme ouvert de socialisation entre voyageurs et touristes plutôt qu'un médium unidirectionnel de communication généralement initié par les organismes réceptifs ou intermédiaires (Offices du tourisme, voyagistes). La communication marketing devient alors un dialogue plutôt qu'un monologue. Les évaluations collaboratives s'inscrivent également dans ce mouvement marketing. 
Le Tourisme 2.0 fait typiquement usage des blogs, des flux RSS, des wikis et réseaux sociaux ou de façon plus large de ce qui constitue le web participatif ou communautaire dans la communication marketing d'un hôtel, restaurant, d'une station, une région ou tout autre acteur de l'industrie touristique.
Les acteurs du tourisme peuvent soit:
- exploiter les espaces de socialisation existants pour la cible marketing concernée

C'est-à-dire intervenir sous la forme d'interventions d'individus inscrits sur ces espaces: blogs, wikis, sites d'évaluations collaboratives et réseaux sociaux. Ou encore être présents, mais façon Web 2.0. Les organismes de tourisme réceptifs créent entre autres leurs groupes sur des sites de réseaux sociaux tels que Facebook ou MySpace
- soit créer leurs propres espaces de socialisation pour leurs publics.

Jusqu'à présent, la création d'espaces de réseautage en nom propre s'est principalement caractérisée par la mise en place ou la commandite d'un blog existant.